# 罗曼·克林克
拉曼·基倫堅，（1981年2月20日—），白俄羅斯职业足球运动员，现效力于薩克杜亞。

## 連結
- （德文） Profile on transfermarkt.de